# Petrogale mareeba
Espèce
Statut de conservation UICN

 NT  : Quasi menacé
Le pétrogale de Mareeba (Petrogale mareeba) est un marsupial de la famille des Macropodidae vivant dans le nord-est du Queensland, en Australie. On le trouve dans les montagnes à l'ouest de Cairns depuis le mont Garnet jusqu'à la rivière Mitchell et le mont Carbine, ainsi qu'autour de Mungana, plus à l'intérieur.
Il est très proche d'un groupe de six autres espèces de pétrogales comprenant notamment le pétrogale du Cap York, le pétrogale du Queensland et le pétrogale allié.